# Petrus Joannis Kerfstadius
Petrus Joannis Kerfstadius, född i Stöde socken, död 1626 i Njurunda socken, var en svensk präst och riksdagsman.

## Biografi
Petrus var son till bonden i Kerfsta by, Jöns Mårtensson och Barbro Jonsdotter. 1580 var han kapellan i Njurunda, 1595 blev han kyrkoherde i samma socken, och var i den egenskapen när han undertecknade beslutet från Söderköpings riksdag.
Petrus hustru Catharina var dotter till Martinus Laurentii i Torp. Dottern Brita var mor till professor Martin Brunnerus samt Elsa Brunnera, stammoder till släkten Solander och farmor till Carl och Daniel Solander.